# Santa Ana de Yusguare (kommun)
Santa Ana de Yusguare är en kommun i Honduras.   Den ligger i departementet Choluteca, i den södra delen av landet, 90 km söder om huvudstaden Tegucigalpa. Antalet invånare är 10 186.